# 大番長
《大番長》是由ALICESOFT製作並於2003年12月19日發售的模擬類型成人遊戲。後來同人團體「NRF」製作成格鬥類型同人遊戲《Big Bang Beat -1st Impression-》於2007年5月26日發售，同人團體「Frontier 彩」於2011年8月14日發售《BigBang Beat -Revolve-》。

## 故事
200X年日本中心突然出現「魔界孔」，由於魔界孔的關係使得日本領土改變並且在各地出現能使人擁有超能力的黑色水晶「B石」（Bストーン），這些超能力者則被稱為「特體生」。一年後為了維持治安集中管理特體生而成立「學生聯合」，但在10年後由於總長遭到暗殺，全國也因而分裂成數個集團勢力導致治安敗壞。

## 角色

### 主要角色
斬真狼牙
本作的男主角。聖城學園的學生，有「稱霸全國」的目標。
天樓久那妓
狼牙的未婚妻。由於魔界孔關係而變成白狼，雖能變回人形但不容易，後來在狼牙幫助下恢復維持人形力量，但是外貌卻比實際年齡還小。
京堂扇奈
護国院的學生，現任的護國巫女。
日比生咲苗
狼牙的女同學兼班長。為了挽救學校的和平而跟隨狼牙。

錬金術師月臣遥所製作的魔導女人偶，擁有人類的感情。
高羽沙枝
甲賀忍者學校的女學生。受命暗殺狼牙。
姫乃宮華苑
學生聯合的現任總長，前任總長轟火的妹妹。

### 其他角色
斬真豪
狼牙的哥哥，自稱「最弱的男人」。
神威
久那妓的哥哥，打開魔界孔的元凶。
銀城智香
PGG（Panzer Gruppe Gynjou）的第二任總長。

Nightmare Eyes（ナイトメア・アイズ）的總長。
弐乃静
護国院的總長。

## 主題曲
遊戲片頭曲「Dash! To Truth」是由HIRO擔任作詞，Shade擔任作曲和作曲，主唱是由ブリジット本田擔任。

## 評價
2003年由Getchu.com舉辦的「あなたが選ぶ美少女ゲームランキング」的評選中，《大番長》獲得綜合部門第7名、音樂部門第11名、標題部門第16名、H場景第5名。

## 外部連結
- 官方網站（页面存档备份，存于）（日語）